# Michael Barry
Michael Barry (* 18. Dezember 1975 in Toronto, Ontario) ist ein ehemaliger kanadischer Radrennfahrer.
Während seiner Laufbahn war er in mehreren großen Radsportteams vor allem als Helfer im Einsatz. Nach seinem Karriereende gab er zu, während seiner Zeit als Aktiver gedopt zu haben.

## Karriere

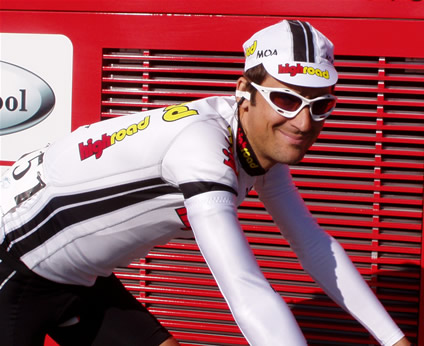
Barry vor dem Start des Amstel Gold Race 2008

Barry begann seine Karriere 1992 beim Trillium Development Team in Kanada, wo er auf der Bahn einige Erfolge feiern konnte. 1996 nahm er erstmals an Straßenweltmeisterschaften teil und holte im Straßenrennen der U23-Klasse den achten Platz. Seinen größten Erfolg in diesem Jahr hatte er allerdings bei den nationalen Meisterschaften in Kanada, wo er das Straßenrennen gewann. 1998 unterschrieb Barry beim amerikanischen Saturn Cycling Team. Dort gewann er bereits in seiner ersten Saison eine Etappe beim International Cycling Classic und die Gesamtwertung beim Grand Prix de L’Amiante. Bei Saturn blieb Barry vier Jahre und gewann noch weitere Rennen wie das Carter Lake Road Race.

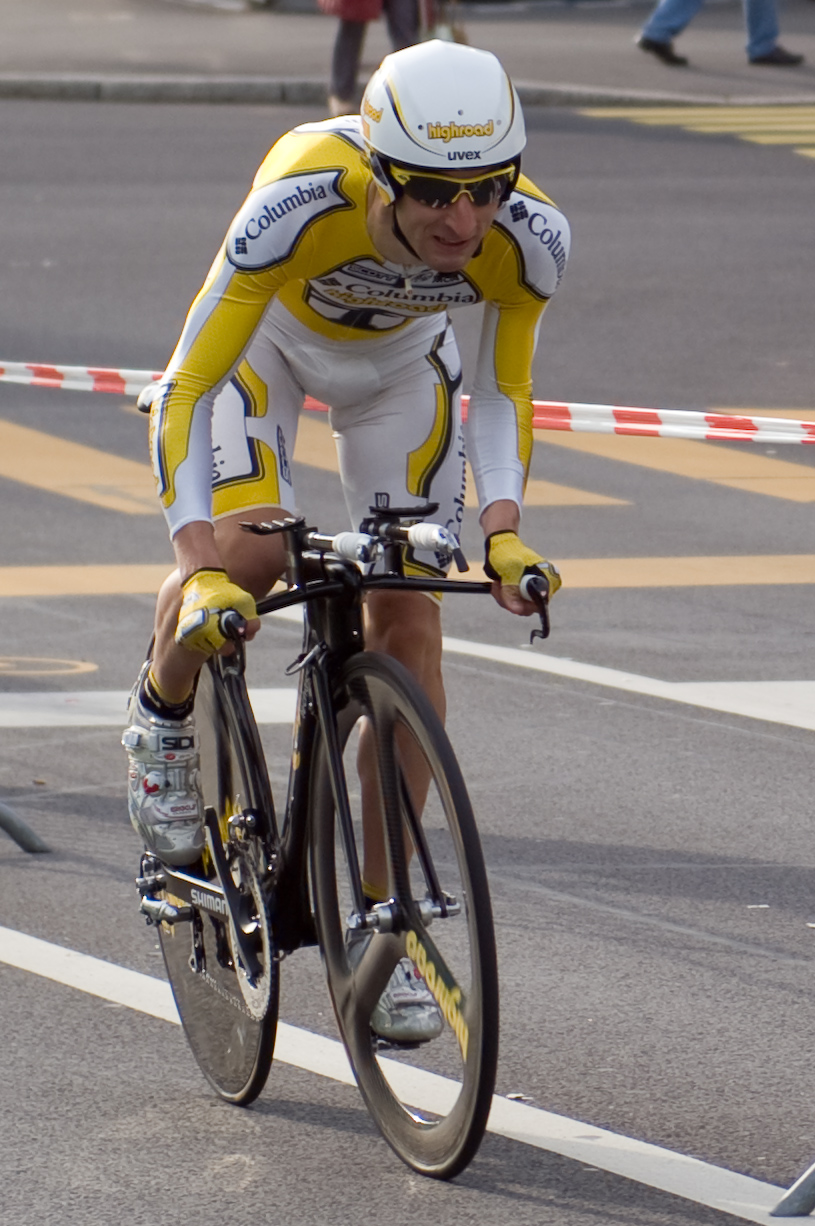
Barry bei der Tour de Romandie 2009

Seit 2002 stand Michael Barry bei US Postal Service, dem späteren Discovery Channel Pro Cycling Team, unter Vertrag. Dort nahm er sowohl am Giro d’Italia teil als auch an der Vuelta a España. Dort gewann er zwei Mal das Teamzeitfahren sowie vorher bei der Vuelta a Catalunya. 2005 gelang ihm der erste Einzelsieg für das Discovery Channel Pro Cycling Team bei der Österreich-Rundfahrt auf der 5. Etappe. In der Saison 2007 startete Michael Barry für das deutsche T-Mobile Team.

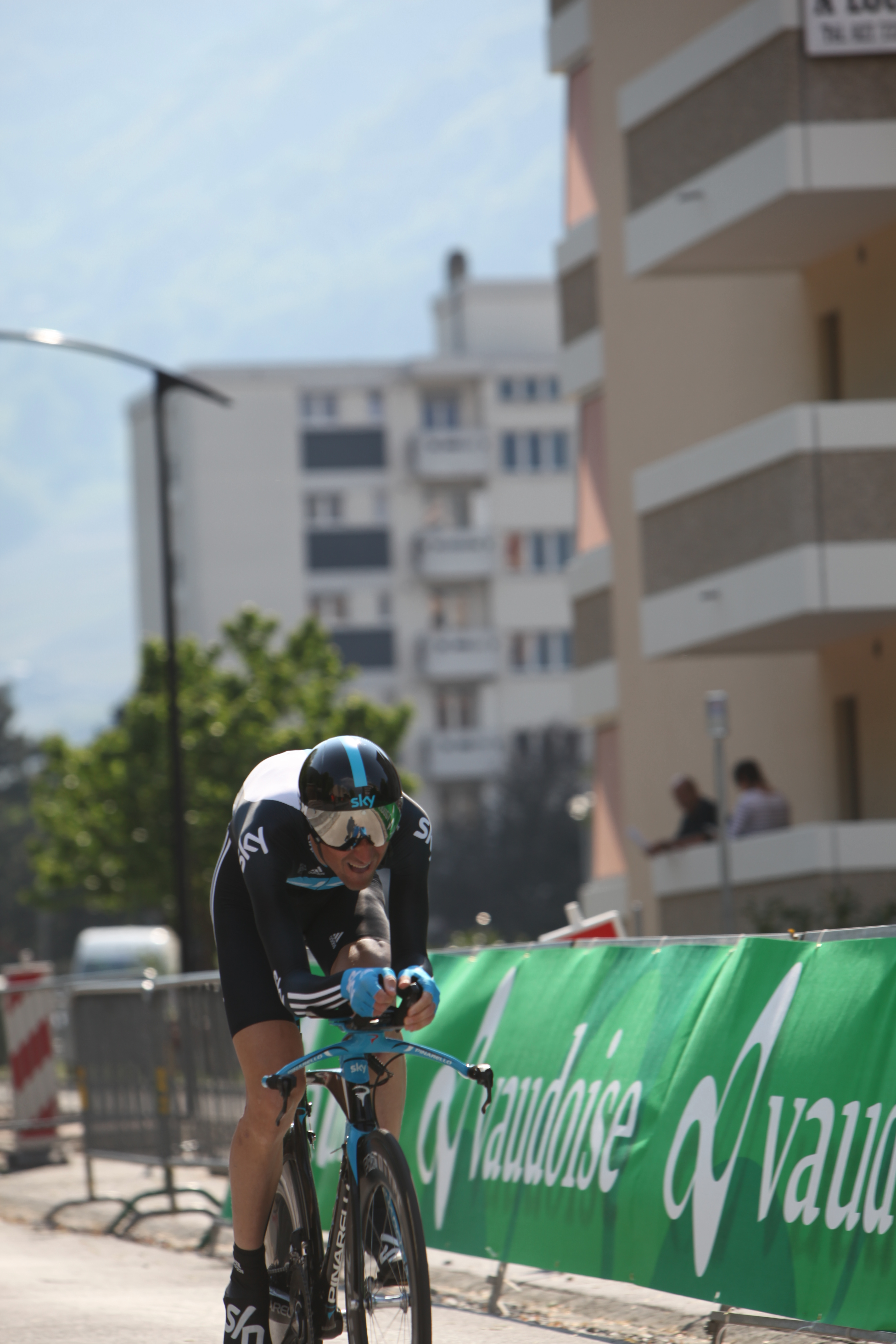
Barry beim Prolog der Tour de Romandie 2011

Dreimal – 1996 in Atlanta, 2004 in Athen und 2008 in Peking – startete Barry bei Olympischen Spielen im Straßenrennen. 2008 erreichte er mit Platz neun seine beste olympische Platzierung und einen der größten Erfolge seiner Karriere. Nach der Disqualifikation des ursprünglichen Silbermedaillen-Gewinners Davide Rebellin wegen Dopings rückte Barry in den Ergebnislisten sogar noch auf Rang acht vor.
Barry vertrat sein Land auch bei zahlreichen Straßenrad-Weltmeisterschaften und kann als bestes Resultat hier Platz sieben im Straßenrennen in seiner kanadischen Heimat Hamilton 2003 vorweisen. 2009 in Mendrisio wurde er 18.
Den nationalen Elite-Meistertitel seines Landes im Straßenrennen verpasste Barry 2001 und in seiner letzten Saison 2012 als Zweiter jeweils nur knapp, 2003 erreichte er zudem den fünften Rang.
Im Zuge des Dopingverfahrens gegen Armstrong gab Barry kurz nach seinem Karriereende im Oktober 2012 wie viele seiner ehemaligen US-Postal-Teamkollegen die Einnahme von verbotenen Substanzen in seiner aktiven Zeit bis zum Jahr 2006 zu.

## Trivia
Michael Barry ist verheiratet mit der ehemaligen US-amerikanischen Radrennfahrerin Deirdre Demet-Barry. Er ist Athletenbotschafter der Entwicklungshilfeorganisation Right to Play. Er lebt genau wie sein ehemaliger Teamkollege Tom Danielson in Boulder (Colorado) und die Saison über im spanischen Girona.

## Teams
- 1998–2001 Saturn Cycling
- 2002–2006 US Postal Service / Discovery Channel
- 2007 T-Mobile / High Road
- 2008–2009 High Road / Team Columbia
- 2010 Sky Professional Cycling Team
- 2011–2012 Sky ProCycling

## Erfolge
1997
- Kanadische Meisterschaft (U23 Straßenrennen)

2001
- Kanadische Meisterschaft – Straßenrennen

2005
- eine Etappe Österreich-Rundfahrt

2008
- eine Etappe Tour of Missouri

2009
- Mannschaftszeitfahren Tour de Romandie
- Mannschaftszeitfahren Giro d’Italia

2012
- Kanadische Meisterschaft – Straßenrennen

## Grand-Tour-Platzierungen
| Grand Tour            | 2002 | 2003 | 2004 | 2005 | 2006 | 2007 | 2008 | 2009 | 2010 | 2011 |
| --------------------- | ---- | ---- | ---- | ---- | ---- | ---- | ---- | ---- | ---- | ---- |
| Giro d’ItaliaGiro     | –    | –    | –    | 101  | –    | –    | –    | 127  | 44   | 54   |
| Tour de FranceTour    | –    | –    | –    | –    | –    | –    | –    | –    | 99   | –    |
| Vuelta a EspañaVuelta | DNF  | 78   | DNF  | 56   | 77   | –    | –    | –    | –    | –    |